# Puerto Almanza

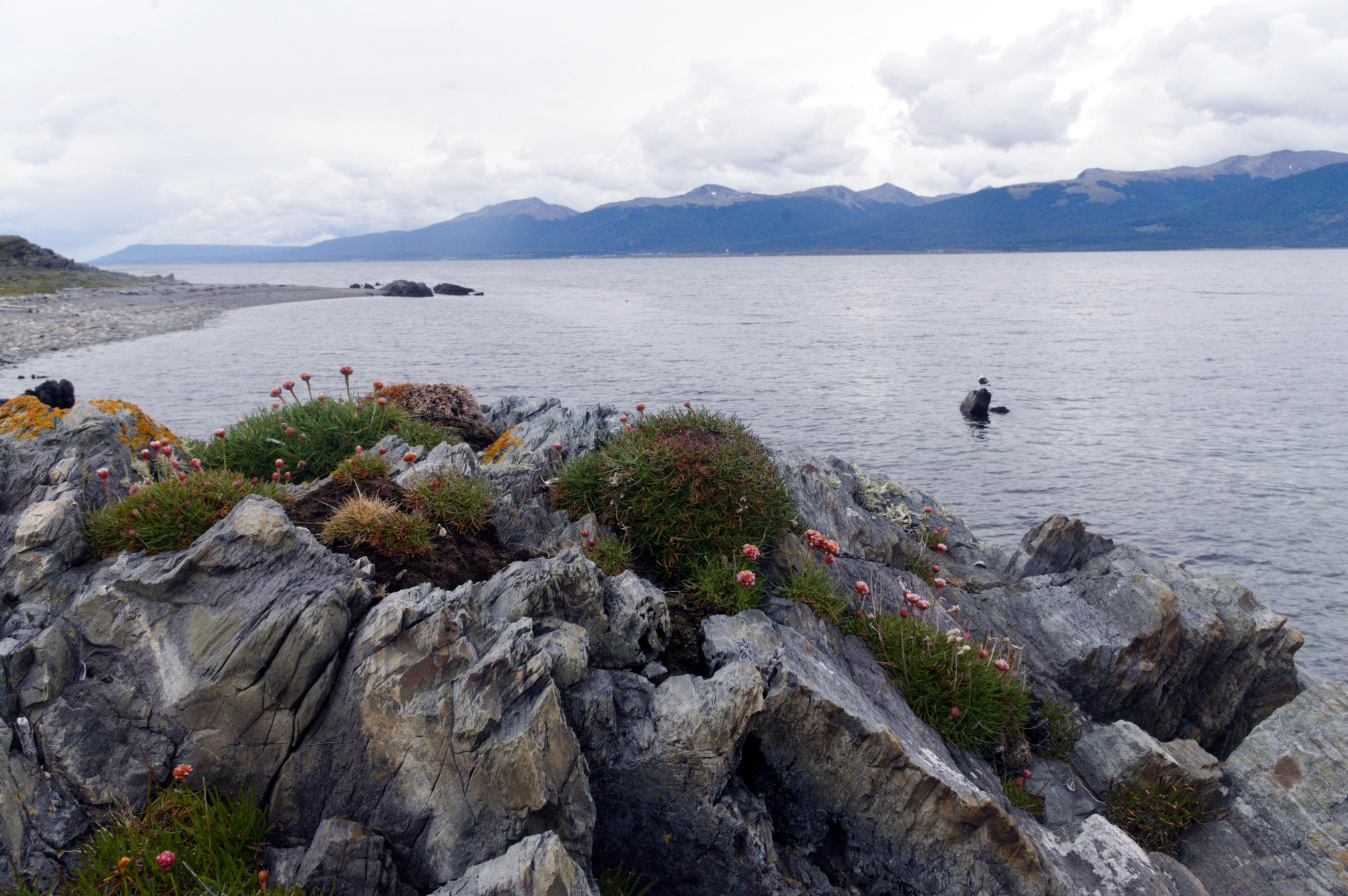
Vista al canal Beagle desde Puerto Almanza Tierra del Fuego Argentina (verano)

Puerto Almanza es una localidad del departamento Ushuaia de la provincia de Tierra del Fuego, Antártida e Islas del Atlántico Sur, en la Argentina.

## Geografía

### Ubicación
Ubicado en la zona aledaña a la desembocadura del río Almanza, comprende la zona entre punta Almanza y puerto Almanza, sobre la ruta complementaria "30" o ruta "J" y la costa de la bahía Almirante Brown del canal Beagle, a 75 km de la ciudad de Ushuaia. Desde aquí se puede ver del otro lado del canal Beagle, la localidad de Puerto Williams en la isla Navarino, Chile. En la localidad existe un puesto de vigilancia y control de tránsito marítimo de la Armada Argentina.
Ubicada en latitud 54º52'S Puerto Almanza es en la actualidad, la localidad más austral de la Argentina, más al sur que Ushuaia inclusive, que está situada en latitud 54º49'S.

### Sismicidad
La región responde a la falla Fagnano-Magallanes, un sistema regional de falla sismogénico, de orientación este-oeste que coincide con el límite transformante entre las placas Sudamericana (al norte) y Scotia (al sur), con sismicidad media; y su última expresión se produjo el 17 de diciembre de 1949 (75 años), a las 22.30 UTC-3, con una magnitud aproximadamente de 7,8 en la escala de Richter

## Historia
El primer asentamiento data del año 1966 con el destacamento de la Prefectura Naval Argentina. También hubo un aserradero, Puerto Almanza, nombre con el que se sigue conociendo a este lugar. El 28 de octubre de 1987 fue promulgada la ley territorial N° 308 que creó el asentamiento urbano:

Artículo 1º.- Créase en la zona aledaña a la desembocadura del Río Almanza, Punta Almanza y puerto Almanza; sobre la Ruta Complementaria "0" y la costa de la Bahía Almirante Brown del Canal Beagle; el asentamiento urbano "ALMANZA" (...)
 Artículo 4º.- Hasta tanto se designe la Comisión de Fomento que prevé el artículo 66 de Decreto Ley Nº 2191/57 y el artículo 3º de la Ley Nº 236, ésta función será ejercida por la Municipalidad de Ushuaia.

En 1991 llegaron los primeros pobladores civiles. En 2001 se establecieron algunos pescadores que construyeron ahí sus cabañas. Pese a que la ley de creación del pueblo prevé la creación de una comisión de fomento, no ha sido llevada a cabo, ni tampoco puesto bajo jurisdicción transitoria de la municipalidad de Ushuaia.

## Características
En la zona está el puerto Almanza, catalogado como ancladero, donde atracan naves de pesca y turismo. Hay un destacamento de la Prefectura Naval Argentina y casas particulares con chacras de animales, huertas y algún criadero de salmones para consumo. Hay unas 30 casas en su mayoría de pescadores artesanales, que se dedican a extraer del canal centollas, centollones, mejillones, cholgas y otros moluscos.
También hay emprendimientos ictícolas dedicados a la cría de truchas en estanques artificiales y a la siembra de erizos de mar. Actualmente está proyectado un ambicioso plan para dotar de adecuada infraestructura portuaria a esta localidad fueguina.

## Industria
La bahía de Almanza está en la mira del mundo por su producción de moluscos bivalvos según un informe presentado por la Subsecretaría de Pesca surgido de la reunión que hubo en el ámbito de la Organización de las Naciones Unidas para la Agricultura y la Alimentación (FAO).

## Población
Durante los años previos al censo 2022 se estimó su población en 100 pobladores.
El censo 2022 registró una población de 85 habitantes que se repartieron entre 56 hombres y 29 mujeres. Sin embargo, las cifras obtenidas fueron estimativas solo teniendo en cuenta a la población en viviendas particulares; es decir, excluyendo del dato a la población institucional y las personas sin hogar. Gracias a este censo también fue posible conocer su densidad y tamaño urbano.

## Acceso
Desde la ruta nacional n.º 3, hasta campamento de vialidad nacional (Rancho Hambre) se ingresa por la ruta complementaria "J" hasta empalmar con ruta complementaria "J" o 30 (se la conoce de las dos formas).